# Coregonus arenicolus
Coregonus arenicolus és una espècie de peix de la família dels salmònids i de l'ordre dels salmoniformes.

## Morfologia
Els mascles poden assolir els 55 cm de llargària total.

## Alimentació
Es nodreix d'invertebrats bentònics (especialment musclos i caragols).

## Hàbitat
Viu i fresa a les zones costaneres.

## Distribució geogràfica
Es troba a Europa: llac de Constança (Suïssa, Alemanya i Àustria).